# Out of Hell
Out of Hell (с англ. — «Из Ада») — модификация для компьютерной игры, представляющая собой тотальную конверсию Unreal Tournament 2004 и выполненная в жанрах Survival horror и шутер от первого лица. Семь лет находился в разработке Лонгом Нгуеном (Long Nguyen) при участии Джастина Лассена в качестве композитора и был выпущен 30 октября 2009 года. Автор модификации практически не использовал ассеты UT2004, вместо этого им были самостоятельно созданы свои собственные уровни, модели, текстуры, анимация, ИИ врагов, скрипты, а также некоторые графические эффекты. Игровой процесс оригинальной игры был переработан и целиком рассчитан только на одиночное прохождение.
Сюжет модификации повествует о трагических событиях развернувшихся на территории вымышленного индустриального города Гринвуд (Grinwood) полностью уничтоженного живыми мертвецами. Главным героем игры выступает офицер полиции Донован Линг(Donovan Ling), вызвавшийся волонтером для расследования ситуации в этом месте, связь с которым ранее прервалась после получения известий о вспышке загадочной болезни. Задача игрока состоит в том, чтобы выбраться из города и выяснить что на самом деле стояло за этими событиями. Геймплей включает в себя сражения с монстрами, исследование локаций, поиск ключевых предметов и выполнение различных игровых заданий.

## Геймплей
Игровой процесс OoH серьёзно отличается от представленного в серии Unreal Tournament в целом являясь примером классического однопользовательского линейного шутера от первого лица. В модификации не была использовано актёрское озвучивание, поэтому весь сюжет игры подается в виде немых диалогов с персонажами, скриптовых роликов, частых монологов героя и всевозможных записей, которые можно найти в процессе прохождения.
Игрок должен в одиночку продвигаться через связанные между собой загрузками уровни сражаясь с монстрами и выполняя игровые задания, которые выдаются автоматически в строгой последовательности друг за другом. Иногда в игре встречаются уровни не представляющие никакой угрозы, в них обычно необходимо найти выход или выполнить определённое количество квестов. Основными врагами на протяжении всего пути главного героя остаются многочисленные зомби.
Главной особенностью геймплея модификации является её высокая сложность заставляющая игрока постоянно использовать определённую тактику для того, чтобы выжить в разных игровых ситуациях. Все без исключения противники передвигаются быстро, редко появляются поодиночке и имеют высокую частоту повторения атак, поэтому даже малая группа мобов в начале игры может представлять смертельную опасность. Спавн некоторых монстров заскриптован, что касается в том числе и ранее посещенных мест на уровне. Как и в классических представителях жанра Survival horror, в OoH количество находимых боеприпасов с продвижением по сюжету остается ограниченным. Повышение сложности привносит и полное отсутствие чекпоинтов или возможности сохранения — игра делает это автоматически после каждого завершения уровня. В случае гибели на любом участке локации необходимо будет начать её прохождение заново, а если запустить новую игру, то предыдущее сохранение стирается. С помощью прыжка Донован умеет взбираться на недоступные врагам возвышенности, используя для этого все подходящие объекты окружения(машины, столы, ящики и т. п.) Данное действие имеет довольно широкий круг применения так как без него играющий будет вынужден часто оказываться в почти безвыходном положении. Описанные геймплейные особенности призваны подталкивать к вдумчивому, осторожному прохождению вместе с тем поддерживая за счёт этого атмосферу игры.

## Разработка модификации
Разработка Out of Hell началась в начале 2000-х годов, когда Лонг Нгуен решил самостоятельно создать первую свою полноценную модификацию для игры Unreal Tournament. Изначальная концепция проекта сильно отличалась от изданной версии: так по задумке автора сюжет игры должен был рассказывать историю о священнике, который обнаруживал некое зло, рыскающее в катакомбах под его монастырем и вскоре отправлялся на сражение с ним. Так же в модификации должны были использоваться порталы, которые переносили бы протагониста в Ад и обратно из него, меняя этим самым дизайн уровней на манер того, что можно было увидеть в игре Silent Hill. Была создана тестовая локация, демонстрирующая окружение монастыря без врагов или персонажей и несколько видов оружия, среди которых имелась электродрель. Однако вскоре Лонг отказался от этой задумки, решив разрабатывать модификацию на основе своего короткого рассказа в жанре зомби-апокалипсис. Примерно в это же время было принято решение перенести работу на движок Unreal Tournament 2003, а позже — на Unreal Tournament 2004, по причине быстро возрастающей популярности этой части.
Сеттинг игры стал больше походить на тот, который сохранился до финальной версии игры, в частности город получил свое каноничное название и общая канва событий, уже на тот момент, в целом, повторяла завязку тотальной конверсии. На этот раз Нгуен решил дать игрокам возможности играть сразу за 4 разных персонажей с их собственными сюжетными кампаниями, ими должны были быть местный житель живущий на своей яхте, вневедомственный охранник работающий в некоей лаборатории и два полицейских - офицер и сержант. Годы спустя, после того как Нгуен уже отказался от идеи с выбором персонажей из этих четырёх героев главным стал тот самый офицер полиции с тем же именем(Донован Линг), но его биография и роль была, в конечном итоге, изменена.
Постепенно разработка мода начала привлекать внимание сообщества Unreal Tournament и профильную прессу, вокруг проекта образовалось небольшая постоянная аудитория на различных форумах, что поначалу нравилось Нгуену, но со временем, по его словам, он начал ощущать давление и осознавать всю ответственность которую он на себя принял. Разработка не вытесняла собой личную жизнь и ввиду разных причин часто случалось так, что Нгуен не мог подолгу уделять внимание своему проекту, не публикуя при этом о нём никаких новостей, что в конечном итоге привело к тому, что в сети мод начали считать Vaporware. Именно это побудило его создать и сразу выпустить первый трейлер, а затем периодически выкладывать обновления о ходе разработки. Отзывы на новую информацию оказались довольно положительными.
Однако, по причине того, что проект создавался лишь одним человеком прогресс был очень медленным даже по меркам других модов, в итоге после длинного промежутка времени, в течение которого Нгуен не мог предоставить ничего, кроме набора новых скриншотов в сети снова начали распространяться слухи о смерти проекта. На это раз Нгуен решил как можно быстрее выпустить загружаемое игровое демо с целью доказать наличие прогресса в создании мода. Этот демо было в спешке собрано им за несколько дней. Из-за проблем с производительностью, ИИ и наличия большого количества нереализованных особенностей отзывы на него оказались, в целом, негативными. Критика изначально сильно демотивировала Нгуена и из-за этого, на какое то время, дальнейшая разработка затормозилась: он вспоминает, что в этот период принял решение отвлечься от своего хобби и сконцентрироваться на других делах. Тем не менее, отдых всё же помог ему восстановить свою уверенность в проекте и даже найти новые источники вдохновения. С новыми силами он преступил к расширению и развитию мода в новом направлении при учёте наиболее конструктивной критики демо версии.
Было принято решение отказаться от игры за разных персонажей(которые так же должны были иметь свои уникальные способности) и изначально задуманного быть нелинейным сюжета с многочисленными концовками. Нгуен посчитал, что будет лучше сконцентрироваться на одной линейной истории с единственным главным героем. В демо версии протагонистом выступил сержант местной полиции Кевин Слейтер, а офицер Донован Линг был всего лишь незначительным персонажем который погибал буквально в самом начале истории пока игрок пытался спасти его. В финальной версии мода Слейтер поменялся ролями с Донованом и не появляется в истории до самого её конца, получив таким образом, ещё меньше экранного времени чем изначально было у Донвана в демо версии.
Разработка продолжалась и мод, на тот момент, уже стал почти полностью пригодным для игры. Постепенно дизайн уровней усложнился и начал представлять собой постоянно доступный центральный Хаб в виде полицейского участка из которого можно было бы свободно путешествовать в разные закрытые локации по линейным маршрутам. Иногда они были соединены между собой кратчайшими путями дававшими определённую свободу перемещения игроку. Участок должен был быть местом для отдыха, которое так же предоставляло бы возможность разговаривать с многочисленными персонажами и читать разнообразные записи рассказывающие о лоре игры и последних событиях. Несмотря на то, что позже Нгуен так же отказался и от нелинейного дизайна уровней, многие карты финальной версии мода так и остались логически соединены между собой, что окажется очевидно если посмотреть на них в редакторе карт.
Среди прочего, на тот момент автором задумывалась возможность покупать оружие, провизию и амуницию в специальном оружейном магазине "Оружие Голдмена", где его сумасшедший хозяин по имени Гас Голдмен мог бы продавать товар игроку в обмен на отрубленные головы зомби. Эта особенность торговли объясняется тем, что на определённом этапе разработки зомби были значительно более устойчивы к огнестрельному огню по их телам чем в финальной версии мода, из-за чего единственным быстрым способом убить живого мертвеца было полное уничтожение его головы, однако это действие приводило к невозможности использовать её в магазине и потому, побуждало бы игроков рисковать и, время от времени, прибегать к использованию оружия ближнего боя которое было запрограммировано никогда не повреждать голову зомби, в то же время делая такую схватку более долгой и опасной.
Разработка подходила к завершению, и Нгуен начал выбирать дату релиза. Тогда же (на одном из форумов) он познакомился с молодым композитором и DJ'ем Джастином Лассеном (Justin Lassen) который вызвался безвозмездно написать саундтрек к моду из-за его интереса к проекту и страсти к музыкальному искусству. Нгуен принял предложение между 2006 и 2007 - к тому моменту эта версия мода уже была почти готова, всё что ему требовалось, это импортировать музыку после того когда она будет дописана.
Перед самым релизом Нгуен внезапно повергся шантажу со стороны одного из своих знакомых, который пригрозил публично объявить себя соавтором мода и многих его идей в случае если Нгуен его выпустит. Несмотря на то, что Нгуен и по сей день утверждает, что не "крал" идей этого человека и даже не обсуждал с ним разработку, данное событие (после длительного периода размышлений о ситуации), в итоге все равно вынудило его отказаться от идеи выпуска мода в том виде в котором он существовал на тот момент и вся разработка была вновь перезапущена.
Для того, чтобы помешать шантажисту заявить о своих правах на авторство мода, Нгуен отказался от нелинейного дизайна уровней и системы торговли, а затем начал переписывать значительную часть сюжета для того, чтобы объяснить изменения в дизайне всех локаций, путешествие через которые стало практически полностью линейными. По окончании этой масштабной работы одни персонажи были полностью удалены из истории, а другие же получили новое место и роль. Скриптовые события, геометрия уровней и даже время суток на них пришлось изменить для того, чтобы они нормально функционировали в линейном формате. В процессе изменения облика уровней была утеряна карта где игрок исследовал разрушенный госпиталь из-за отказа одного из жестких дисков того компьютера где шла вся разработка. Нгуен так же решил несколько изменить визуальную составляющую его мода пользуясь всем своим накопленным на тот момент опытом и знаниями, что у него получилось значительно быстрее и легче чем выходило ранее. По его словам, финальная версия мода разрабатывалась не 7 лет, а лишь 2 года, т.к. её основа была готова уже давно.
К концу разработки Нгуен получил некоторую известность из-за своей репутации очень старательного разработчика который каким то образом разрабатывает большой мод в полном одиночестве. В то время к нему начали поступать предложения портировать мод на новый движок, соединить Out of Hell с другим модом и даже получить помощь от одной команды модеров. В какой то момент, Нгуен получил предложение сделать мод полноценным продуктом и он согласился. Следом за этим было официально объявлено о коммерциализации мода и найден талантливый программист для того, чтобы помочь преобразовать мод в полноценную игру никак не привязанной к Unreal Tournament 2004. Эти планы так и не осуществились из-за споров о контракте и потенциальных роялти, в итоге Нгуен снова решил выпустить Out of Hell как тотальную конверсию, что и сделал в 2009 году.

## Саундтрек
Автор саундтрека — композитор и DJ Джастин Лассен (Justin Lassen) — написал 27 треков к Out of Hell. В папке с музыкой их только 16, плюс альтернативная версия трека «Hell», остальное запаковано в архивы. Официальный релиз состоялся 1 октября 2012 года
| №   | Название     | Музыка  | Длительность |
| --- | ------------ | ------- | ------------ |
| 1.  | «Gehenna»    | эмбиент | 1:00         |
| 2.  | «Sheol»      | эмбиент | 1:28         |
| 3.  | «Jahannam»   | эмбиент | 1:22         |
| 4.  | «Diyu»       | эмбиент | 2:32         |
| 5.  | «Nark»       | эмбиент | 2:04         |
| 6.  | «Narak»      | эмбиент | 1:12         |
| 7.  | «Purgatorio» | эмбиент | 1:42         |
| 8.  | «Inferno»    | эмбиент | 0:36         |
| 9.  | «Cocytus»    | эмбиент | 2:29         |
| 10. | «Acheron»    | эмбиент | 1:23         |
| 11. | «Limbo»      | эмбиент | 1:39         |
| 12. | «Hades»      | эмбиент | 1:22         |
| 13. | «Mictlan»    | эмбиент | 1:45         |
| 14. | «Annwn»      | эмбиент | 1:54         |
| 15. | «Amenthes»   | эмбиент | 2:43         |
| 16. | «Tuonela»    | эмбиент | 1:21         |
| 17. | «Ukupacha»   | эмбиент | 1:37         |
| 18. | «Adlivun»    | эмбиент | 3:25         |
| 19. | «Yomi»       | эмбиент | 1:43         |
| 20. | «Aizsaule»   | эмбиент | 1:23         |
| 21. | «Metnal»     | эмбиент | 2:51         |
| 22. | «Xibalba»    | эмбиент | 1:55         |
| 23. | «Guinee»     | эмбиент | 1:05         |
| 24. | «Avernus»    | эмбиент | 1:11         |
| 25. | «Hell»       | эмбиент | 1:47         |
| 26. | «Murimuria»  | эмбиент | 2:01         |
| 27. | «Pulotu»     | эмбиент | 2:42         |

## Рецензии
Модификация была номинирована на конкурс «Лучшая однопользовательская модификация» редакцией Mod DB и выиграла номинацию «Самый оригинальный дизайн». Пользовательская оценка на сайте составляет 9.1/10. Вошла в топ «MOD’ный приговор. Десять лучших модификаций 2009 года» по версии российского журнала «Игромания», а также в тройку лучших модификаций для Unreal Tournament 2004 сайта Mademan.com и в список «Лучшие тотальные конверсии всех времен» журнала PC Gamer.